# Rugova-völgy
Koordináták: é. sz. 42° 41′ 32″, k. h. 20° 10′ 07″42.692222°N 20.168611°E
A Rugova-völgy (szerbül Руговска клисура / Rugovska klisura, albánul Gryka e Rugovës) egy 25 kilométer hosszúságú kanyon Szerbia délnyugati/Koszovó nyugati részén, a Prokletije (Albán-Alpok) hegységben, nem messze Szerbia/Koszovó és Montenegró határától. Peć/Peja városa a völgy keleti bejáratánál fekszik, innen emelkedik nyugat felé. Északról a Mokra Gora, délről a Kopranik fogja közre, délnyugatra tőle pedig a Žuti kamen/Gur i kuq található. A Pećka Bistrica/Lumbardhi i Pejës folyó halad benne keletre  Peć/Peja felé.
A Rugova-völgy és környéke egyike a legismertebb és legnépszerűbb idegenforgalmi célpontoknak Szerbiában/Koszovóban. A völgyhöz közel található az 1327-ben alapított és az UNESCO egyik Világörökségi helyszíne, a dečani kolostor, valamint a Lićenat-tó is.

## Képgaléria

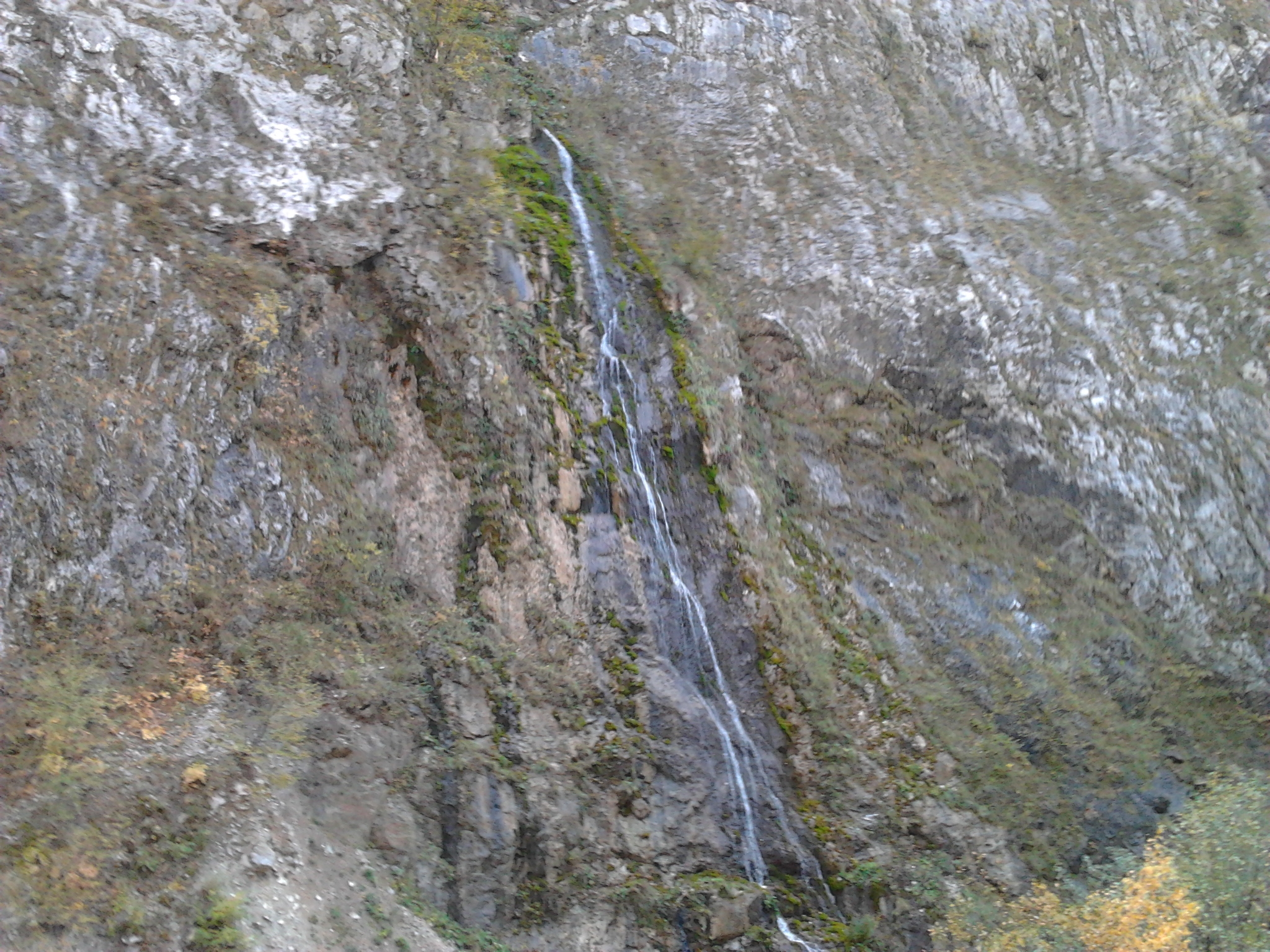
Vízesés a Rugova-völgyben
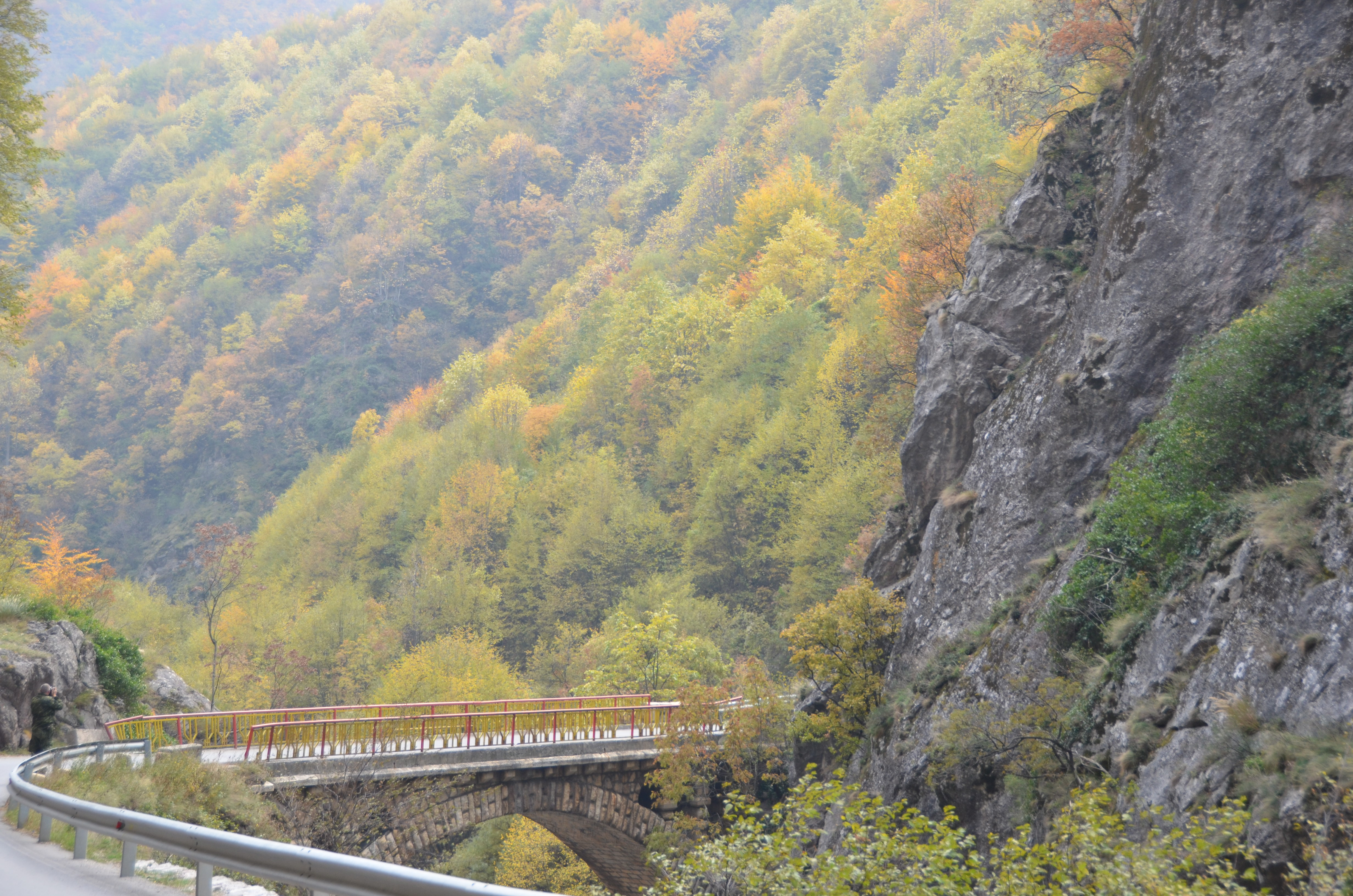
A völgy látképe
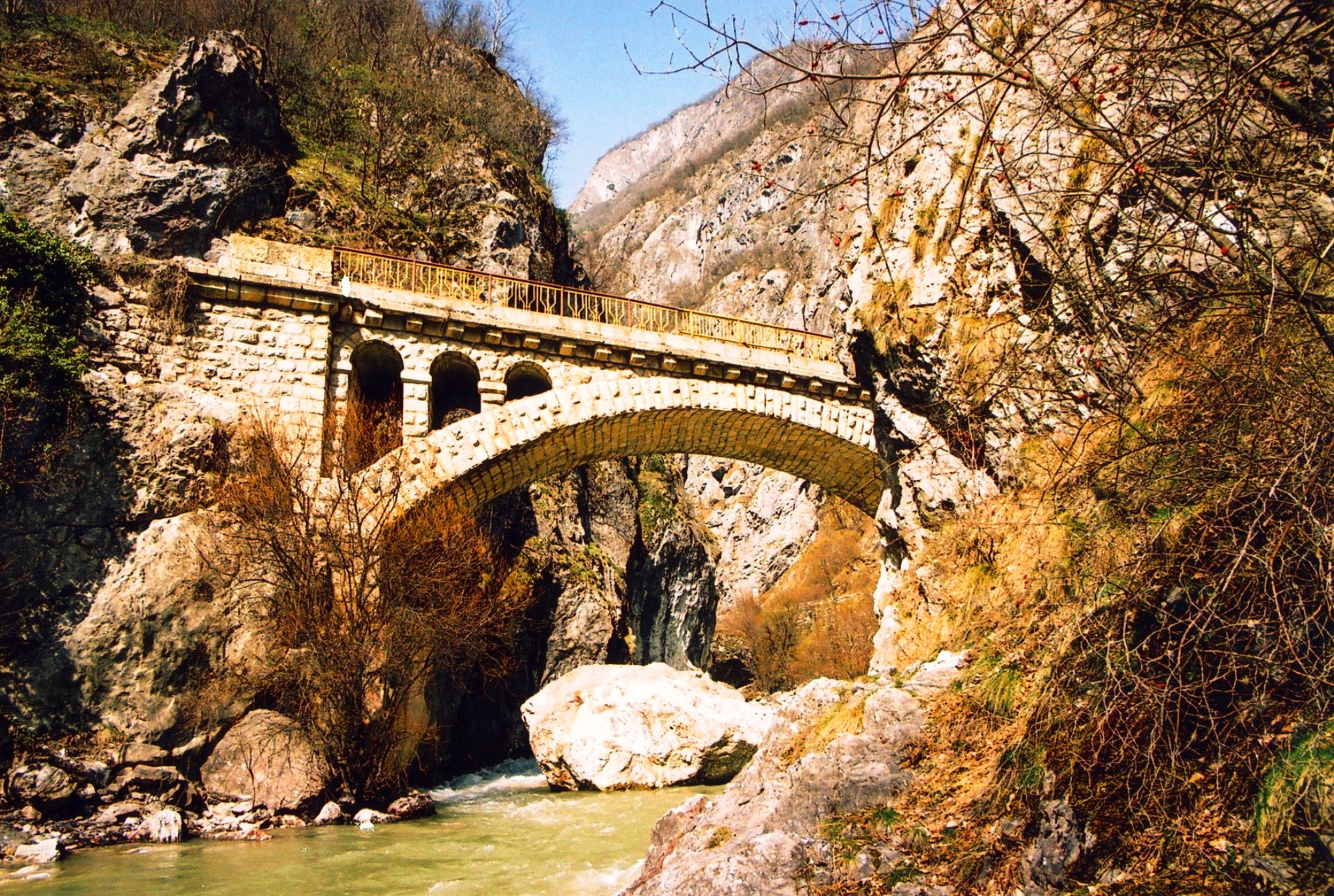
Völgyhíd Peja városa mellett
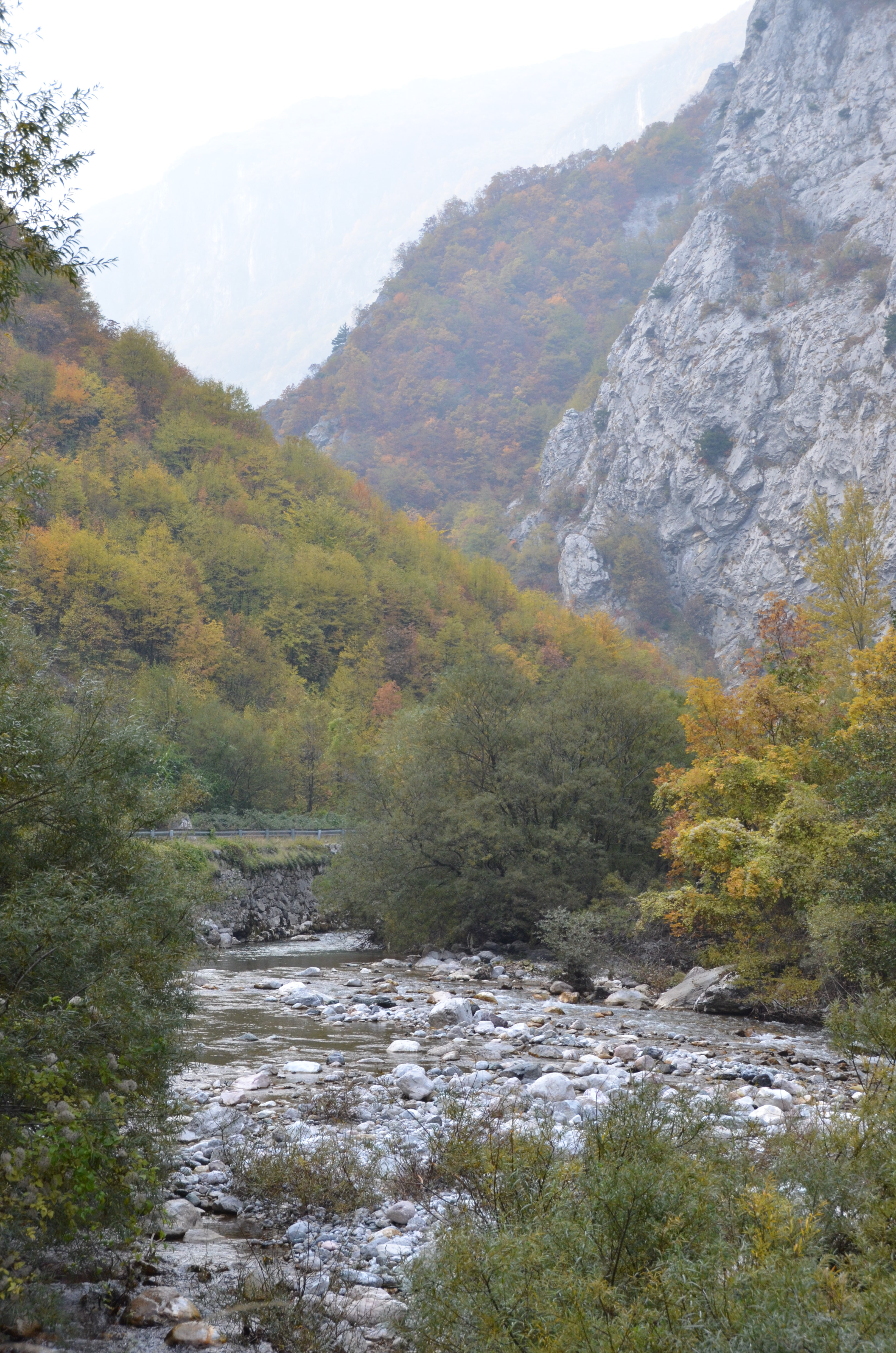
A Rruga e kishes folyó
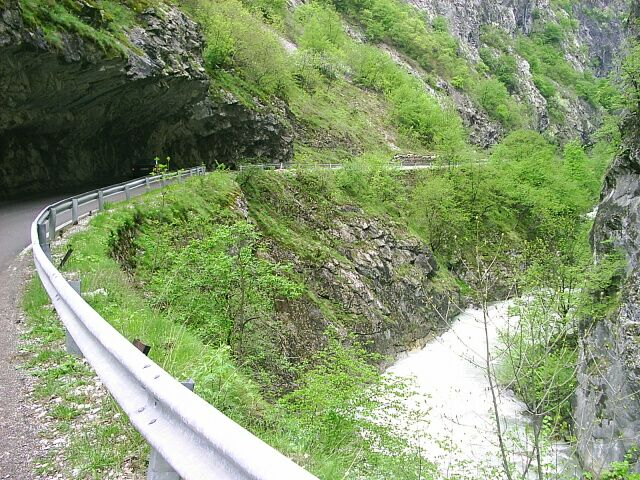
A völgy mélyén futó út fölé olykor sziklák tornyosulnak
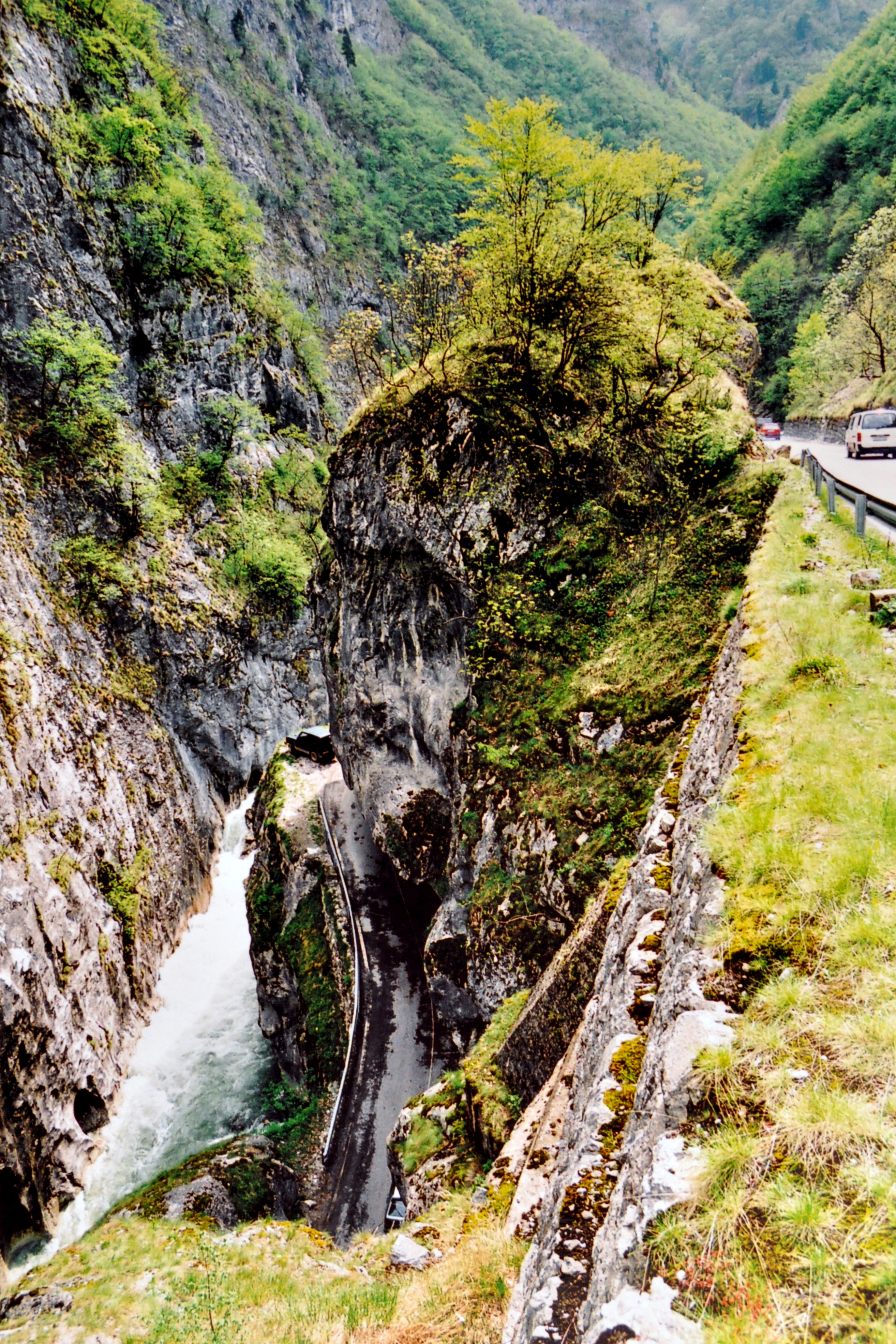
Az út mentén néhol igen meredek és mély a szakadék
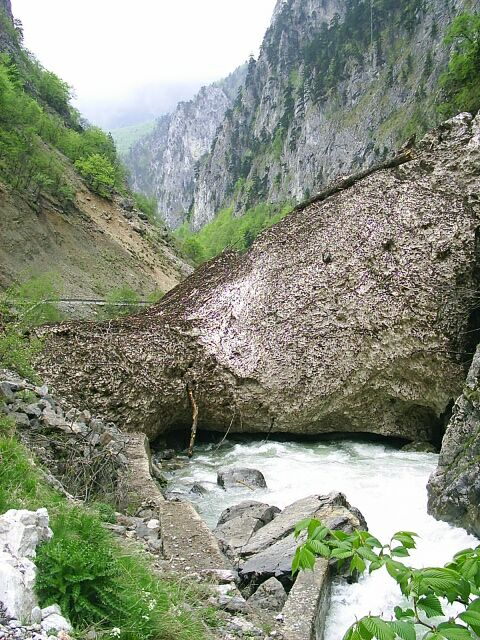
A Rugova-völgy részlete
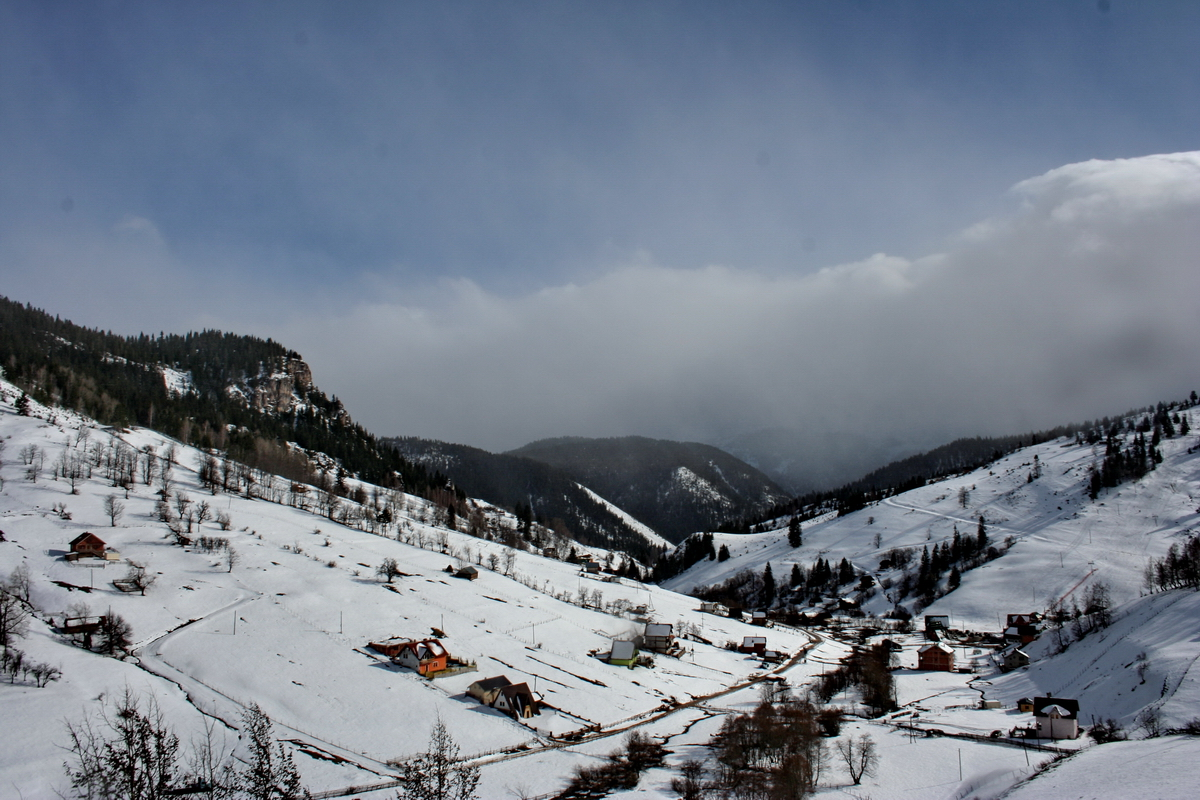
A völgy látképe télen

## Fordítás
Ez a szócikk részben vagy egészben  a   Rugova Canyon című angol Wikipédia-szócikk ezen változatának fordításán alapul.  Az eredeti cikk szerkesztőit annak laptörténete sorolja fel. Ez a jelzés csupán a megfogalmazás eredetét és a szerzői jogokat jelzi, nem szolgál a cikkben szereplő információk forrásmegjelöléseként.